# Фиванская гегемония

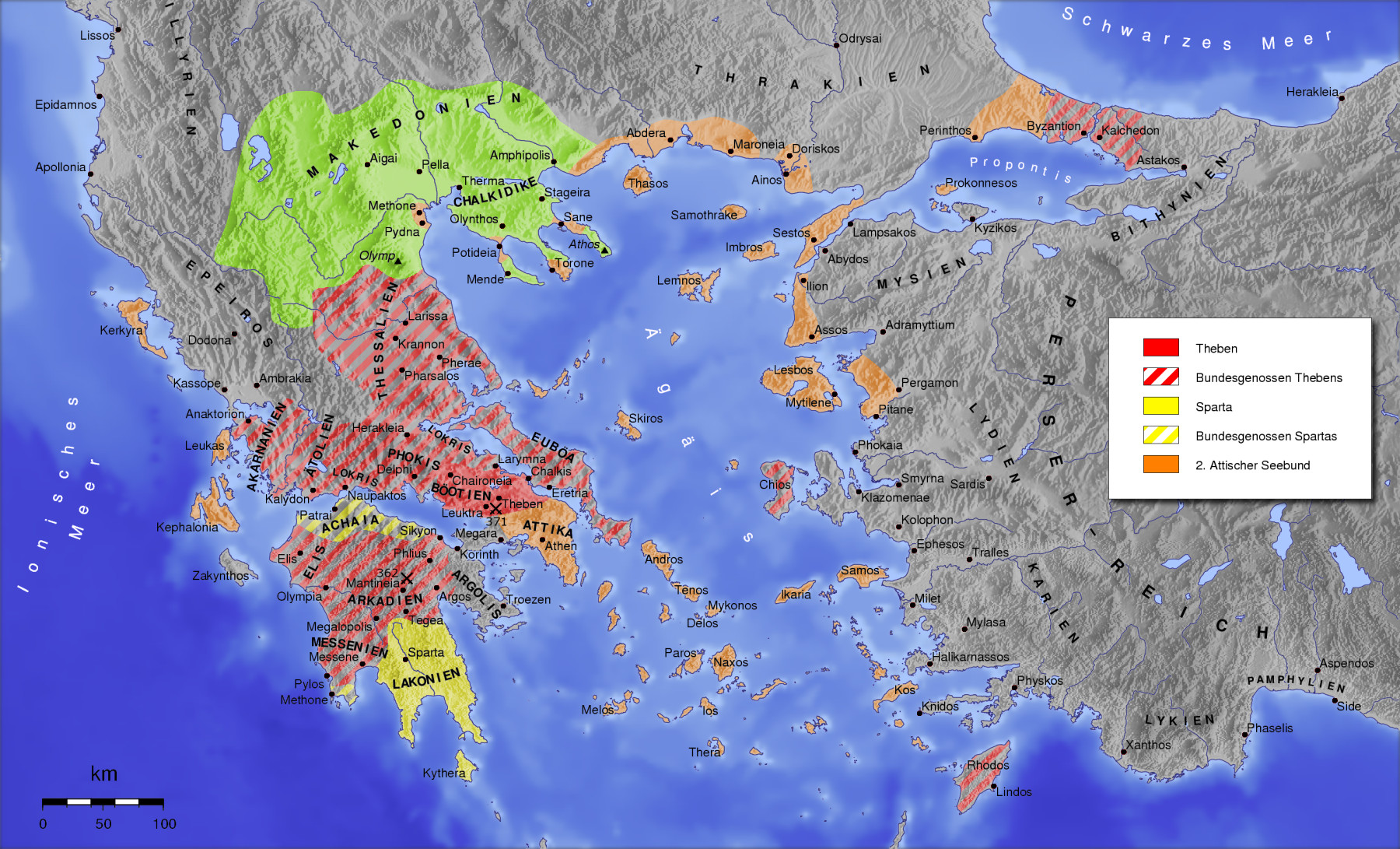
Греция в годы фиванской гегемонии

Фиванская гегемония — период в истории классической Греции, когда сильнейшим полисом были Фивы. Фиванская гегемония продолжалась с 371 года до н. э., когда фиванцами при Левктрах была разгромлена спартанская армия, до 362 года до н. э., когда произошла битва при Мантинее.
После победы в Пелопоннесской войне гегемоном Греции стала Спарта. Фивы были союзником Спарты, но со временем стали проявлять недовольство политикой Спарты. Объединение ряда крупных полисов в антиспартанскую коалицию привело к Коринфской войне, которая продолжалась с переменным успехом, но была проиграна антиспартанской коалицией. Спарта вновь продолжила вмешиваться во внутренние дела полисов, в 382 году до н. э. она установила олигархический режим в Фивах. Свержение этого режима в 379 году до н. э. вызвало Беотийскую войну.
После нескольких лет продолжавшейся войны фиванцам под командованием Эпаминонда удалось одержать крупную победу при Левктрах. Битва при Левктрах оказала значительное влияние на внутриполитическую обстановку в Греции. Спарта утратила гегемонию в Греции. Начался период гегемонии Фив, продолжавшийся 9 лет.

## Предпосылки
Во время Пелопоннесской войны, которая закончилась в 404 году до н. э., Спарта заручилась поддержкой многих греческих государств на материке и Персидской империи, а после войны под её контролем оказались и островные государства Эгейского моря. Однако уже вскоре после войны союзники и сателлиты Спарты начали проявлять недовольство по отношению к ней. Несмотря на то, что победа была достигнута совместными усилиями членов Пелопоннесского союза, одна лишь Спарта получила контрибуцию от побеждённых государств и платежи дани от бывшей Афинской державы. Союзники Спарты всё более отдалялись от неё. Когда в 402 году до н. э. Спарта напала на Элиду, члена Пелопоннесского союза, который не выполнял союзнических обязательств в течение Пелопоннесской войны, Коринф и Фивы отказались послать войска на помощь Спарте.
Фивы, Коринф и Афины также отказались участвовать в экспедиции спартанцев в Ионию в 398 году до н. э. Фиванцы при этом ещё и помешали царю Агесилаю II приносить жертву богам перед его отъездом.
Объединение ряда крупных полисов в антиспартанскую коалицию привело к Коринфской войне, которая продолжалась с переменным успехом, но была проиграна антиспартанской коалицией. Спарта вновь продолжила вмешиваться во внутренние дела полисов, в 382 году до н. э. она установила олигархический режим в Фивах. Свержение этого режима в 379 году до н. э. вызвало новую войну.
После нескольких лет продолжавшейся войны фиванцам под командованием Эпаминонда удалось одержать крупную победу при Левктрах. Битва при Левктрах оказала значительное влияние на внутриполитическую обстановку в Греции. Спарта утратила гегемонию в Греции. Начался период гегемонии Фив, продолжавшийся 9 лет. В Беотийский союз вступили многие полисы Эвбеи, Фокиды, Этолии и других областей Средней Греции. На Пелопоннесе усилились антиспартанские настроения, а во многих городах к власти пришли демократические группировки.

## Походы на Пелопоннес

### Первый поход фиванцев на Пелопоннес
В том же году Эпаминонд и Пелопид пришли на помощь к аркадянам в Пелопоннес. К ним присоединились аркадяне, аргивяне и элейцы. Ксенофонт писал, что фиванцы не хотели вторгаться в Лаконию из-за её гористой местности и хорошей защищённости, но после уговоров союзников они согласились. Союзники вторглись в Лаконию в четырёх местах. Затем фиванцы и их союзники соединились в Селласии и медленно пошли дальше, грабя города и опустошая земли.
Союзники подошли к Спарте и заняли господствующие над городом высоты. Обороной Спарты руководил царь Агесилай. На помощь спартанцам пришли подкрепления, и Эпаминонд не стал атаковать Спарту. Двинувшись на юг, он достиг спартанской гавани Гифий. Затем беотийская армия повернула в Мессению. Там Эпаминонд провозгласил возрождение Мессенского государства и велел построить на склонах горы Итома столицу Мессении — Мессену. В результате Спарта потеряла треть своей территории.
После этого спартанцы попросили афинян о помощи. После совещания афиняне согласились и послали Ификрата с войском. Он занял Истм, пытаясь воспрепятствовать выходу беотийцев из Пелопоннеса. Но Эпаминонд смог нанести поражение афинянам и отступить в Беотию.

### Второй поход фиванцев на Пелопоннес

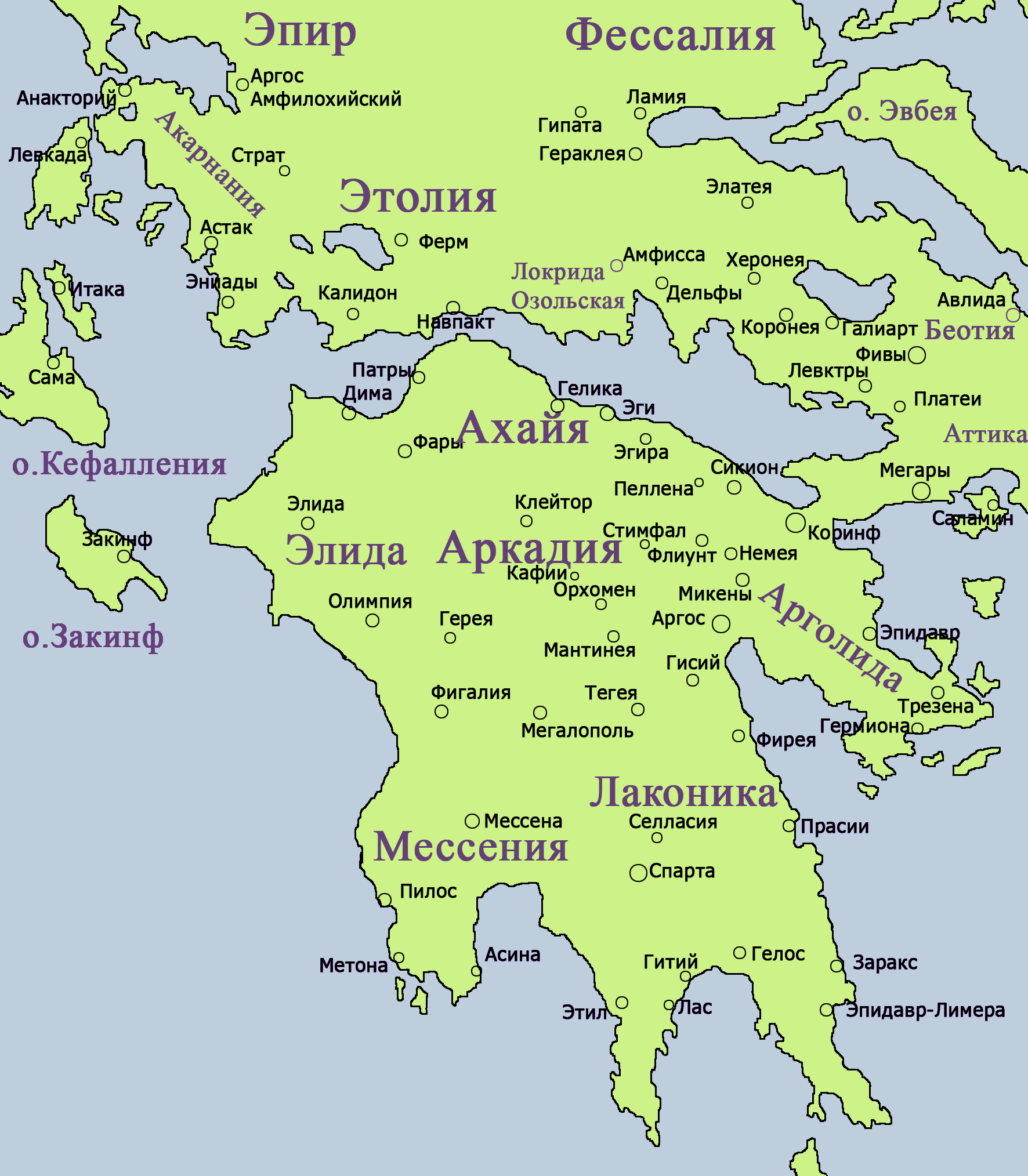
Материковая Греция в древности.

В конце лета 369 года до н. э. в Афины прибыли спартанские послы с целью заключить союз. После обсуждения на Народном собрании союз был заключён.
Афиняне и пелопоннесцы решили занять Онейские горы, чтобы воспрепятствовать вторжению фиванцев в Пелопоннес. Однако фиванцы напали ночью на спартанцев и разбили их. Затем они соединились с аркадянами, аргивянами и элейцами и напали на Сикион и Пеллену и опустошили Эпидавр. Также они попытались взять Флиунт, но потерпели поражение под Коринфом. После этого произошла стычка с пришедшей на помощь спартанцам армией сиракузян, и фиванцы отступили в Беотию. Там Эпаминонд был привлечён к суду за поражение при Коринфе и выведен из коллегии беотархов.

### Третий поход фиванцев на Пелопоннес

Древняя Греция в классическую эпоху.

Желая склонить на свою сторону ахейцев, до этого бывших нейтральными, Эпаминонд предпринял в 367 году до н. э. поход в Ахайю. Аргосское войско по его просьбе заняло Оней, победив стоящих там спартанцев и афинян. Фиванцы беспрепятственно перешли Онейские горы и вторглись в Ахайю. Эпаминонд заставил ахейцев вступить в союз с ним, но олигархию в ахейских городах оставил. Когда Эпаминонд уже отступил из Ахайи, аркадяне попросили его послать гармостов (наместников) в ахейские города. Гармосты с помощью народа установили демократию и изгнали олигархов. Но изгнанники собрали войско, овладели своими городами и вновь установили олигархическое правление, но теперь они уже явно были на стороне Спарты.
В том же году город Ороп с помощью фиванцев отпал от афинян. Для того, чтобы вновь привести Ороп к покорности, афиняне отозвали афинское войско под командованием Харета из Пелопоннеса, но вернуть Ороп не смогли ввиду отсутствия помощи со стороны союзников. Узнав об этом, глава Аркадского союза Ликомед отправился в Афины, чтобы заключить союз. Союз был заключён. Таким образом, афиняне заключили союз с союзниками своих противников. Причиной этого стало стремление аркадян к проведению независимой от Фив политики; со стороны афинян причина была той же самой — они не желали зависеть от Спарты (кроме того, в союзном договоре было оговорено, что афиняне не будут вести боевые действия против спартанцев).
Затем Коринф и Флиунт заключили мир с Фивами. В это время усилилась тенденция к миру в обеих коалициях. В 366 году до н. э. Фивы и их союзники, с одной стороны, и Спарта и её союзники, с другой, при посредничестве персов заключили мирный договор.

## Война в Фессалии
В 370 году до н. э. в результате заговора был убит правитель (тагос) Фессалии Ясон Ферский. После его смерти правителями стали братья Ясона Полидор Ферский и Полифрон. Вскоре Полидор был убит, как предполагает Ксенофонт, своим братом Полифроном, а затем сын Полидора Александр отомстил за отца. Став в 369 году до н. э. царём Фер, Александр проявил себя жестоким тираном и ввёл режим террора. Начав завоевание Фессалии, он натолкнулся на сопротивление некоторых фессалийских городов во главе с Ларисой, которые попросили фиванцев о помощи. Александр же обратился к Афинам и обещанием экономических выгод добился их поддержки. Фиванцы отправили в Фессалию армию во главе с Пелопидом. Он освободил Ларису и вынудил Александра уйти в изгнание.
Однако Александр вернулся и вновь стал проводить политику террора. Фессалийцы опять отправили послов в Фивы. Пелопид думал решить этот вопрос дипломатическим путём и потому он вместе с беотархом Исмением отправился в Фессалию как посол, без войска. Но Александр арестовал их и посадил в тюрьму.
В ответ фиванцы осенью 368 года до н. э. отправили армию в Фессалию. Но военачальники этой армии не достигли успеха и отступили. Тогда фиванцы отправили весной 367 года до н. э. против Александра Эпаминонда. Ему удалось освободить Пелопида и Исмения, после чего он заключил перемирие и отступил в Беотию.
В 364 году до н. э. фиванцы по просьбе фессалийцев отправили войско в Фессалию. Во главе войска встал Пелопид, желавший отомстить Александру за своё пленение. Он нанёс Александру поражение, но пал в битве. После этого сражения тиран Фер был вынужден заключить союз с Фивами и предоставить им военную помощь.

## Неудачные попытки заключить мир
Спарта, боясь полного разгрома, в 368 году до н. э. обратилась к персам, и персы отправили в Грецию посла Филиска из Абидоса, который предложил новый мирный договор между всеми греками на условиях Анталкидова мира. Но фиванцы отвергли эти условия, не соглашаясь на возвращение Мессении под власть Спарты. Тогда Филиск дал спартанцам присланные из Персии деньги, и на эти деньги царевич Архидам нанял наёмников.
В 367 году до н. э. фиванцы решили при помощи персов добиться гегемонии в Греции, то есть они хотели добиться её так же, как спартанцы добились её в результате Анталкидова мира — путём заключения мирного договора, ответственными за исполнение которого будут Фивы. Они отправили послов к персидскому царю Артаксерксу II и позвали также своих союзников — аркадян и элейцев. Афиняне, узнав об этом, отправили своих послов. В ходе переговоров фиванский посол Пелопид смог добиться от царя согласия на независимость всех греческих государств, подтверждения независимости Мессении и требования о запрете афинянам иметь флот (Пелопидов мир).
На конференции в Фивах фиванцы показали грамоту с царской печатью и потребовали от послов союзных государств клятв, что они будут исполнять эти условия. Но аркадяне отказались и демонстративно покинули заседание. Тогда фиванцы отправили послов во все крупные города с требованием принять эти условия, но сначала им отказали в Коринфе, а затем и в других городах.

## Борьба за гегемонию на море

Греческие союзы в 362 году до н. э.

В 364 году до н. э., во время перерыва в войне Фив и Спарты, Эпаминонд решил подорвать афинское морское могущество и уговорил членов Народного собрания беотийцев потратить деньги на строительство флота. Было построено 100 триер, которые положили начало фиванскому флоту. На них фиванцы во главе с Эпаминондом вышли в Эгейское море, склонили к дружбе Хиос и Родос, а затем подчинили Византий. Это было сильным ударом по хлебному снабжению Афин и привело к непримиримой вражде Афин и Фив.
В том же году был раскрыт большой олигархический заговор с центром в Орхомене. Фиванское правительство казнило лидеров заговорщиков, а затем объявило о походе против Орхомена. Город был взят и разрушен, а выжившие жители бежали в другие греческие государства.

## Четвёртый поход фиванцев на Пелопоннес

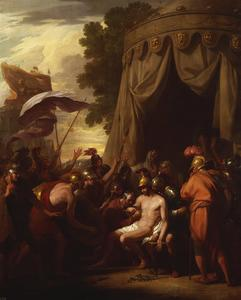
Бенджамин Уэст. «Смерть Эпаминонда»

В 362 году до н. э. к власти в Мантинее пришли аристократы, которые заявили, что фиванцы действуют только в целях ослабления всего Пелопоннеса, отделились от Аркадского союза и обратились за помощью к Спарте и Афинам.
Во время этих переговоров Эпаминонд собрал армию и двинулся в поход на Пелопоннес. Он остановился у Немеи, надеясь перехватить афинский отряд, направлявшийся к Мантинее, но, к его вящему сожалению, афиняне решили отправиться морем. Тогда он отправился в Аркадию и расположился в Тегее. Он узнал, что его противники находятся в Мантинее и Пеллене и решил обойти их и напасть на Спарту. Город обороняло очень мало войск, но тем не менее спартанцы победили. Эпаминонд отступил к Мантинее, где 27 июня или 3 июля состоялось последнее сражение войны. Сражение закончилось вничью, на поле боя пал Эпаминонд. Эта битва стала одной из самых упорных и кровопролитных в истории Древней Греции.
После этого сражения все враждующие государства заключили мирный договор. Агесилай протестовал против участия в подписании договора представителей Мессении, не признавая её независимости вопреки мнению послов других государств, и потому не подписал мира с мессенцами. 16-летняя Беотийская война закончилась. Этот мир был только лишь формальным — он признал существующее положение дел и узаконил его временное существование.

## Локальная гегемония
Фивы, истощённые чрезмерным напряжением сил, в значительной мере утратили своё влияние. Они оставались сильным полисом, но не могли уже реально осуществлять гегемонию в Греции.
На смену однополярной системе в Грецию пришёл целый ряд «центров силы» (например, Фессалия, Фокида), претендовавших на лидерские позиции. Уже ни одно государство не могло претендовать на гегемонию в Греции. После окончания войны сильнейшим политическим объединением в Греции становится второй Афинский морской союз. Но гегемония Афин продолжалась недолго. В 357 году до н. э. вспыхнула война Афин против своих союзников, закончившаяся в 355 году до н. э. распадом Афинского морского союза. Теперь наиболее сильные греческие государства сохранили лишь локальную гегемонию: Спарта — на Пелопоннесе, Афины — в Аттике и на прилегающих к ней островах, Фивы — в центральной Греции.

### Первоисточники
- Ксенофонт, перевод Лурье С. Я. Греческая История. — Алетейя, 2000.
- Плутарх. перевод Лампсаков К. П. Сравнительные жизнеописания Агесилай
- Плутарх, перевод Маркиш С.П. Сравнительные жизнеописания Пелопид и Марцелл. — Наука, 1994.
- Diodorus Siculus. The Library of History. — Harvard University Press, 1933—1967.

- Корнелий Непот. О великих иноземных полководцах: Ификрат, Хабрий, Тимофей, Эпаминонд, Пелопид, Агесилай

### Историография
на русском языке
- Белох Ю. Возрождение демократии // Греческая история. — Т. 2.
- Вэрри Дж. Войны античности от греко-персидских войн до падения Рима. — М.: Эксмо, 2009. — ISBN 978-5-699-30727-2.
- Голицынский Н. С. Война между Спартой и Фивами. Походы Агесилая, Пелопида и Эпаминонда (378-362) // Всеобщая военная исторія древнихъ временъ. — СПб.: Типография А. Траншеля, 1872.
- Дугерти М. Левктры, 371 г. до н. э. // Великие сражения Древнего мира. 1285 до н. э.- 451 н. э = Battles of the Ancient World 1285 BC - AD 451: From Kadesh to Catalaunian Fields. — М.: Эксмо, 2008. — ISBN 978-5-699-25961-8.
- Егер О. Всемирная история. — М.: АСТ, Полигон. — Т. 1. Древний мир. — ISBN 978-5-17-050157-1.
- Кузищин В. И., Гвоздева Т. Б., Строгецкий В. М., Стрелков А. В. История Древней Греции. — М.: Академия, 2011. — ISBN 978-5-7695-7746-8.
- Курциус Э. История Древней Греции. — М.: Харвест, 2002. — Т. IV. — ISBN 985-13-1123-5.
- Курциус Э. История Древней Греции. — М.: Харвест, 2002. — Т. V. — ISBN 985-13-1122-7.
- Лурье С. Я. История Греции. — СПб.: Издательство С.-Петербургского ун-та, 1993. — 680 с.
- Сергеев В. С. История Древней Греции. — СПб.: Полигон, 2002. — 704 с. — ISBN 5-89173-171-1.
- Суриков И. Е. Античная Греция: политики в контексте эпохи. На пороге нового мира. — М.: Русский Фонд Содействия Образованию и Науке, 2015. — 392 с. — ISBN 978-5-91244-140-0.
- Холмс Р., Эванс М. Поле битвы. Решающие сражения в истории = Battlefield: Decisive Conflicts in History. — СПб.: Питер, 2009. — ISBN 978-5-91180-800-6.
- Шустов В. Е. Войны и сражения Древнего мира. — Ростов-на-Дону: Феникс, 2006. — 521 с. — ISBN 5-222-09075-2.
- Энглим С. и др. Войны и сражения Древнего мира. 3000 год до н. э. - 500 год до н. э = Fighting Technigues of the Ancient World 3000 BC - AD 500: Equipment, Combat Skills and Tactics. — М.: Эксмо, 2007. — ISBN 5-699-15810-3.

на английском языке
- Fine J. V. A. The Ancient Greeks: A Critical History. — Cambridge, MA: Harvard University Press, 1983. — 721 с. — ISBN 0-674-03314-0.

- Buck R. J. Boiotia and the Boiotian League, 432-371 B.C.. — The University of Alberta Press, 1994. — 187 с. — ISBN 0-88864-253-9.
- Anderson J. K. Military Theory and Practice in the Age of Xenophon. — California: University of California Press, 1970. — 425 с.
- Buckler J., Beck H. Central Greece and the Politics of Power in the Fourth Century BC; “Plutarh on Leuctra”. — Cambridge University Press, 2008. — ISBN 978-0-521-83705-7.